# Sylvain Gayri
Sylvain Gayri, né le 30 avril 1975 à Lorient, est un joueur français de rugby à XV, évoluant au poste d'ailier ou arrière.

## Biographie
Il a commencé son parcours à Tarbes, en minimes, jusqu'en juniors, et son premier match en équipe première à 17 ans face à Avenir valencien.  Il joue trois quart aile ou arrière.
Il enchaîne ensuite les sélections  en équipe première du SU Agen de 1997 à 1999, disputant aussi 7 matchs en petite coupe d'Europe sous les couleurs de ce club, Puis il est à l'Avenir valencien pendant 7 ans,,,. Il est ensuite pendant 2 ans à Marmande.
À partir de 2007, il est entraîneur joueur à l'US Nérac.

## Carrière

### En tant que joueur
- 1989-1997 : Stadoceste tarbais
- 1997-1999 : SU Agen
- 1999-2006 : Avenir valencien
- 2006-2007 : US Marmande

### En tant qu'entraîneur
- 2007-2009 : US Nérac, 2ème division

## Palmarès
- International rugby à sept[réf. nécessaire].
- Champion de France universitaire avec Pau Pays de l'Adour en 1996.
- Finaliste championnat de France Espoirs, avec SU Agen, en 1998.
- Quart de finaliste challenge européen, avec SU Agen, en 1998.
- Quart de finaliste circuit mondial Hong Kong Sevens, en 1999.
- Champion de France + de 35 ans Rugby Touch, avec Armagnac Bigorre, en 2012, 2013 et 2014.